# دوروتا کولاک
دوروتا کولاک-میخالسکا (لهستانی: Dorota Małgorzata Kolak-Michalska؛ زادهٔ ۲۰ ژوئن ۱۹۵۷) بازیگر اهل لهستان است.
از فیلم‌ها یا مجموعه‌های تلویزیونی که وی در آن‌ها نقش داشته است، می‌توان به دادستان، دستورالعمل زندگی، اعتصاب، جرم، هتل ۵۲، دهن‌به‌دهن، در خوشی و سختی، وینچی، رنگ‌های خوشبختی، عشق، دوستان، ایالات متحده عشق، پس‌تصویر و در اعماق جنگل اشاره نمود.